# Modern Electrics
«Modern Electrics» — ежемесячный научно-популярный журнал, основанный в 1908 году Хьюго Гернсбеком. Лозунгом журнала было «The Electrical Magazine for Everybody» — «Электрический журнал для всех».
Журнал публиковал статьи о последних достижениях науки и техники, схемы и рекомендации по сборке разнообразных электрических устройств. Со временем в журнале начали появляться эссе о будущем технического прогресса и даже иллюстрированные описания фантастических устройств, которые могут быть когда-нибудь изобретены. В 1911 году в журнале начинается годичная публикация фантастического романа Хьюго Гернсбека «Ральф 124C 41+» («Ralph 124C 41+»), который был написан в основном для демонстрации воображаемых изобретений будущего. Убедившись в эффективности публикации в журнале фантастических произведений, Гернсбек принялся искать авторов, которые могли бы писать в том же ключе — первым из них стал Жак Морган, чей рассказ «Образована Энергетическая Кошачья Компания» («The Feline Light and Power Company Is Organized» появился в октябрьском номере за 1912 год.
В декабре 1913 года Гернсбек продал своему партнёру по бизнесу Орланду Риденауэру свою долю в «Modern Electrics», который впоследствии был слит новым владельцем с журналом «Electrician and Mechanic» и стал называться «Modern Electrics and Mechanics». Под новым названием вышло всего 6 номеров, после чего издание было прекращено.
Ещё планируя продажу «Modern Electrics», Гернсбек в мае 1913 года начал издание журнала «Electrical Experimenter».

## Обложки журнала

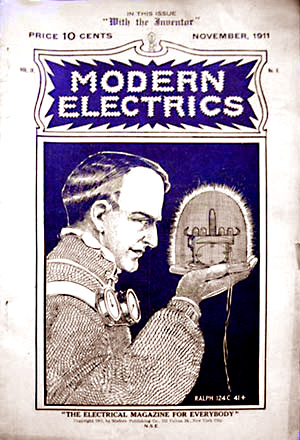
«Modern Electrics», ноябрь 1911 года
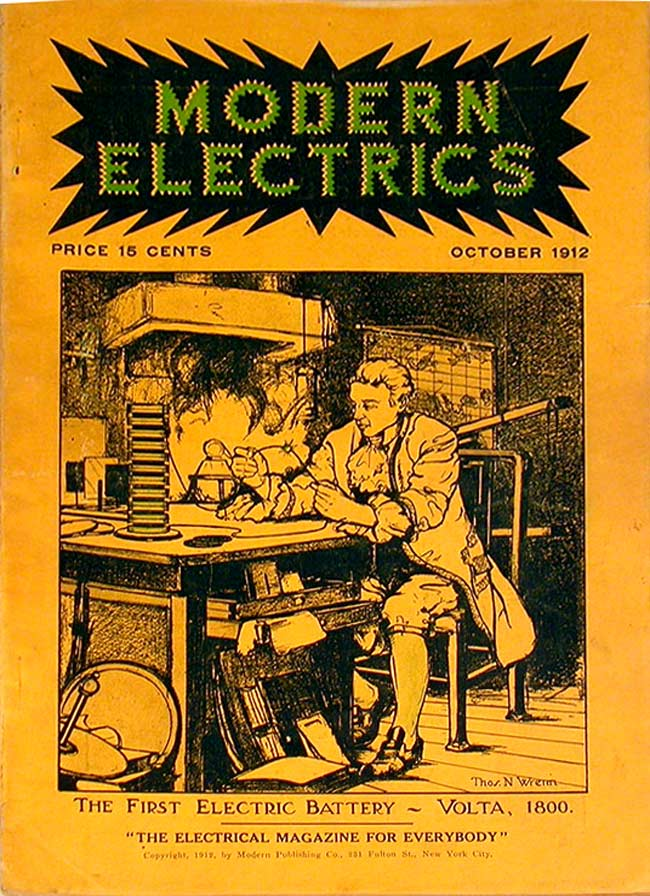
«Modern Electrics», октябрь 1912 года
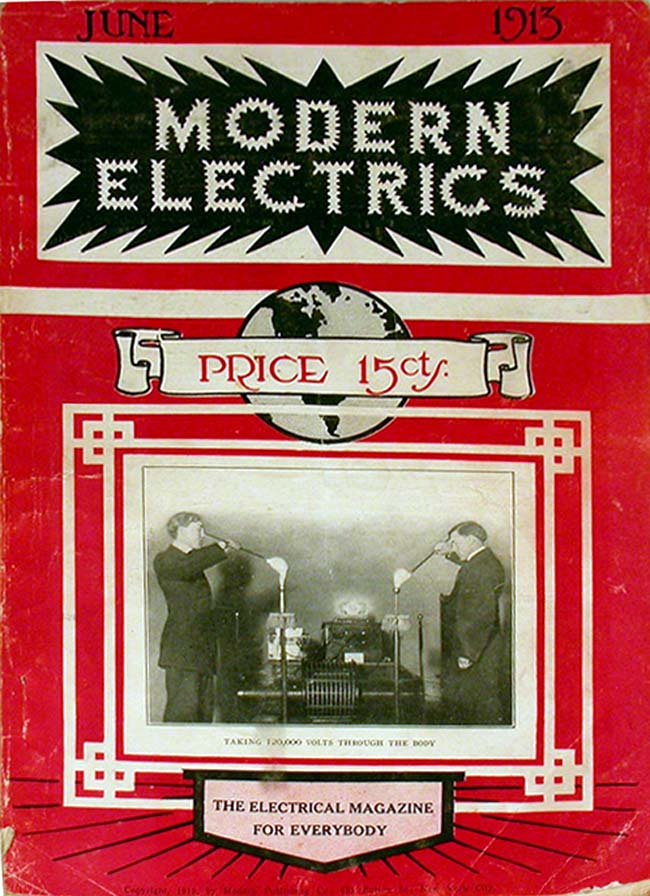
«Modern Electrics», июнь 1913 года
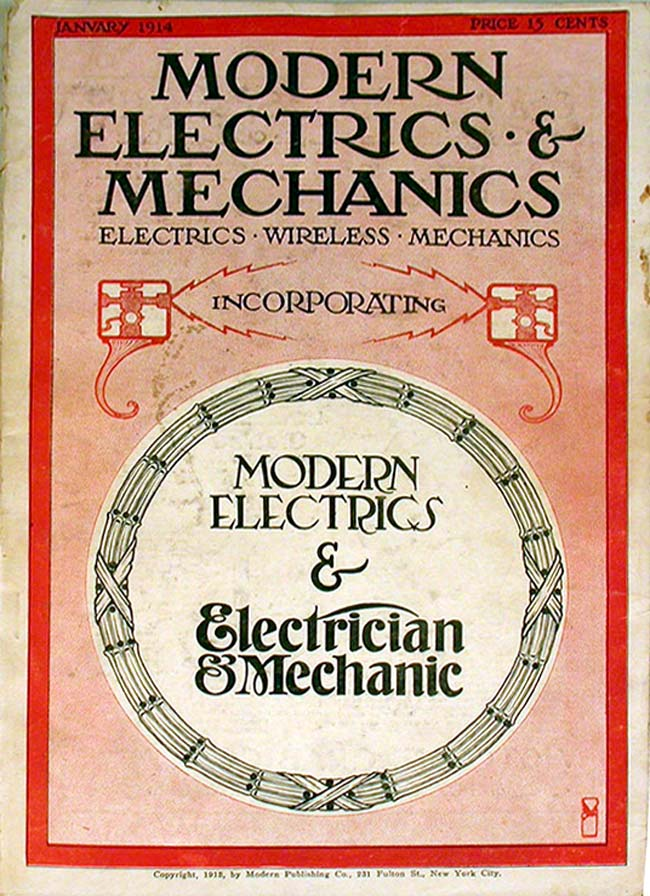
«Modern Electrics and Mechanics», январь 1914 года